# William Paul Malm
William Paul Malm (La Grange, Illinois, 6 de març de 1928) és un etnomusicòleg i professor nord-americà.
Va estudiar composició a la Universitat de Northwestern, on es graduà el 1949 i feu un máster l'any següent. Després de servir com a instructor a l'US Naval School of Music entre els anys 1951 i 1953, reprengué els estudis a la Universitat de Califòrnia a Los Angeles (UCLA), on es doctorà el 1959. El 1960 entrà a la Universitat de Michigan com a professor ajudant i el 1966 en fou nomenat professor titular, exercint com a tal fins al 1994. En aquesta universitat va iniciar un programa d'etnomusicologia i va treballar amb la col·lecció Stearns d'instruments musicals. Entre els anys 1978 i 1980 presidí la Society for Ethnomusicology. S'especialitzà en l'etnomusicologia asiàtica, ocupant-se especialment de la música i la dansa japonesa. La seva àrea d'investigació gira sobre la música de shamisen, particularment la del kabuki japonès i el teatre bunraku. La seva monografia Japanese Music and Musical instruments (1959) i el seu llibre Nagauta: the Heart of Kabuki Music (1963), que va sorgir a partir de la seva tesi doctoral, són dos dels estudis més rigorosos sobre la música japonesa escrits en llengua anglesa. El 1993 va ser guardonat amb el premi Koizumu Fumio pel seu treball al voltant de la música japonesa.